# 寇帝·羅茲
寇帝·羅茲（英語：Cody Rhodes，1985年6月30日—），原名寇帝·蓋瑞特·讓尼爾斯（英語：Cody Garrett Runnels），是美國職業摔角選手，目前受聘於世界摔角娛樂，在SmackDown品牌亮相，為目前的無庸置疑WWE冠軍及WWE環球冠軍。他還以在全精英摔角（AEW）時期而聞名，在那裡他是首屆AEW TNT冠軍並贏得創紀錄的三次冠軍，也曾擔任過AEW的執行副總裁。
寇帝·羅茲的父親德斯提·羅茲在世界摔角娛樂曾任創意總監及WWE NXT总经理。在寇帝·羅茲的摔角事業中，寇帝曾是兩次的WWE洲際冠軍、三次的世界雙打冠軍（分別與小泰德·迪比亞西兩次和硬蕊核力一次）及三次的WWE雙打冠軍（與達斯汀·羅茲兩次、與祖魯·麥金泰爾一次）。生涯曾於TNA、榮耀擂臺摔角工作。
他在2022年4月的摔角狂熱38上回歸WWE，並擊敗賽特·羅林斯。在2023、2024年，羅茲連續2年贏得男子皇家大戰比賽。

## 外部連結
维基共享资源上的相關多媒體資源：寇帝·羅茲
- 寇帝·羅茲在互联网电影资料库（IMDb）上的資料（英文）
- 寇帝·羅茲在WWE官方網站的介紹 （页面存档备份，存于）（英文）